# C.F.ハサウェイ
C.F.ハサウェイ（英語: C. F. Hathaway Company）は、1837年にアメリカ合衆国メイン州で創業した男性用シャツ製造業者。南北戦争に従軍した北軍兵士の制服シャツを生産した。
デイヴィッド・オグルヴィが設立した広告代理店、オグルヴィ・アンド・メイザー（en:Ogilvy & Mather）が1951年に製作した、眼帯をつけた男の一連の広告が有名である。
広告に出演した男性はコラムニストのロシア貴族ジョージ・ランゲル男爵であったが、彼は両眼とも見え視力は"20/20 vision"といたってよかった。
オグルヴィは釣りの事故で片目を失ったルイス・ウィリアムズ・ダグラスの写真に発想を得たという。
同社は2002年にメーン州の工場を閉鎖し、アメリカでシャツを製造した主要企業の最後のものとなった。